# Bruno Girodon
 (mai 2011).
Si vous disposez d'ouvrages ou d'articles de référence ou si vous connaissez des sites web de qualité traitant du thème abordé ici, merci de compléter l'article en donnant les références utiles à sa vérifiabilité et en les liant à la section « Notes et références ».
Pour les articles homonymes, voir Girodon.
Bruno Girodon, né en 1962, est un journaliste français.

## Biographie
Grand reporter à la rédaction de France 2 depuis 1993, il a travaillé au sein de France 3, RFO et l'AITV . 
Journaliste à Stratégies puis Création Magazine, il collabore au magazine Actuel avant d'intégrer Canal+ au sein des programmes courts.
Correspondant de France 2 en Afrique basé à Abidjan de 2001 à 2003, il couvre de nombreux conflits et guerres civiles (Algérie, Liberia, RDC, Angola, Bosnie, Kosovo, Colombie, Indonésie).
Lauréat des yeux d'or en 1998 pour un reportage sur le train Alger-Oran et du prix Albert-Londres en collaboration avec Claude Sempere pour leur couverture des événements en Corse.
Bruno Girodon a été blessé par balle lors de sa couverture de la révolution libyenne de 2011.